# Fiona Hauser
Fiona Hauser (* 15. März 1997) ist eine österreichische Schauspielerin.

## Leben
Fiona Hauser wuchs in Neunkirchen in Niederösterreich auf. Sie besuchte das Gymnasium in Neunkirchen und danach ab 2011 die Höhere Graphische Bundes-Lehr- und Versuchsanstalt in Wien. Nach der Matura studierte sie Kunstgeschichte.
Diverse Modeljobs, vermittelt durch ihre Mutter, waren der Beginn von Hausers Karriere, sie hatte auch einige Rollen in Werbefilmen, allerdings ohne Sprechparts. Im Alter von acht Jahren nahm sie, ohne hohe Erwartungen genommen zu werden, an einem Casting für die ORF-Krimiserie Schnell ermittelt teil. Nachdem sie daraufhin ein professionelles Schauspielcoaching erhalten hatte, wurde mit ihr die Rolle der Kathrin Schnell, der Tochter der Kommissarin Angelika Schnell, besetzt. Ihre Rolle spielte sie bis 2018 in insgesamt 6 Staffeln der Serie. Hausers Rolle war in der Serie als „typischer Teenager“ angelegt; als dieser bespricht sie jedoch auch, zusammen mit ihrem Zwillingsbruder Jan (Simon Morzé), die Mordfälle ihrer Mutter.
In der ORF-Krimiserie SOKO Donau war Hauser außerdem in Episodenrollen zu sehen: 2010, in der Folge Gegen den Strom, verkörperte sie Anisa Kostres, ein zwölfjähriges serbisches Mädchen, das seine Schwester als vermisst melden will. 2014 spielte sie in …und raus bist du! (Staffel 10, Folge 3) die Rolle der Sophie Mandl. Eine weitere Episodenrolle hatte sie in der im November 2016 erstausgestrahlten letzten Folge der 11. Staffel Ein ganz normaler Tag als die 17-jährige Leonie Gisch, die mit einem Elektroschocker betäubt, danach getötet und dann vergewaltigt wird.

## Filmografie
- seit 2009: Schnell ermittelt (Fernsehserie, Serienrolle)
- 2010: SOKO Donau – Gegen den Strom
- 2014: SOKO Donau – …und raus bist du!
- 2016: SOKO Donau – Ein ganz normaler Tag